# Liste der Monuments historiques in Guillos
Die Liste der Monuments historiques in Guillos führt die Monuments historiques in der französischen Gemeinde Guillos auf.

## Liste der Objekte
| Bezeichnung               | Beschreibung          | Standort                       | Kennzeichnung | Schutzstatus | Datum | Bild |
| ------------------------- | --------------------- | ------------------------------ | ------------- | ------------ | ----- | ---- |
| Skulptur Madonna mit Kind | Holz, 15. Jahrhundert | in der Kirche St-Martin (Lage) | PM33000535    | Classé       | 1903  |      |